# 军团士兵

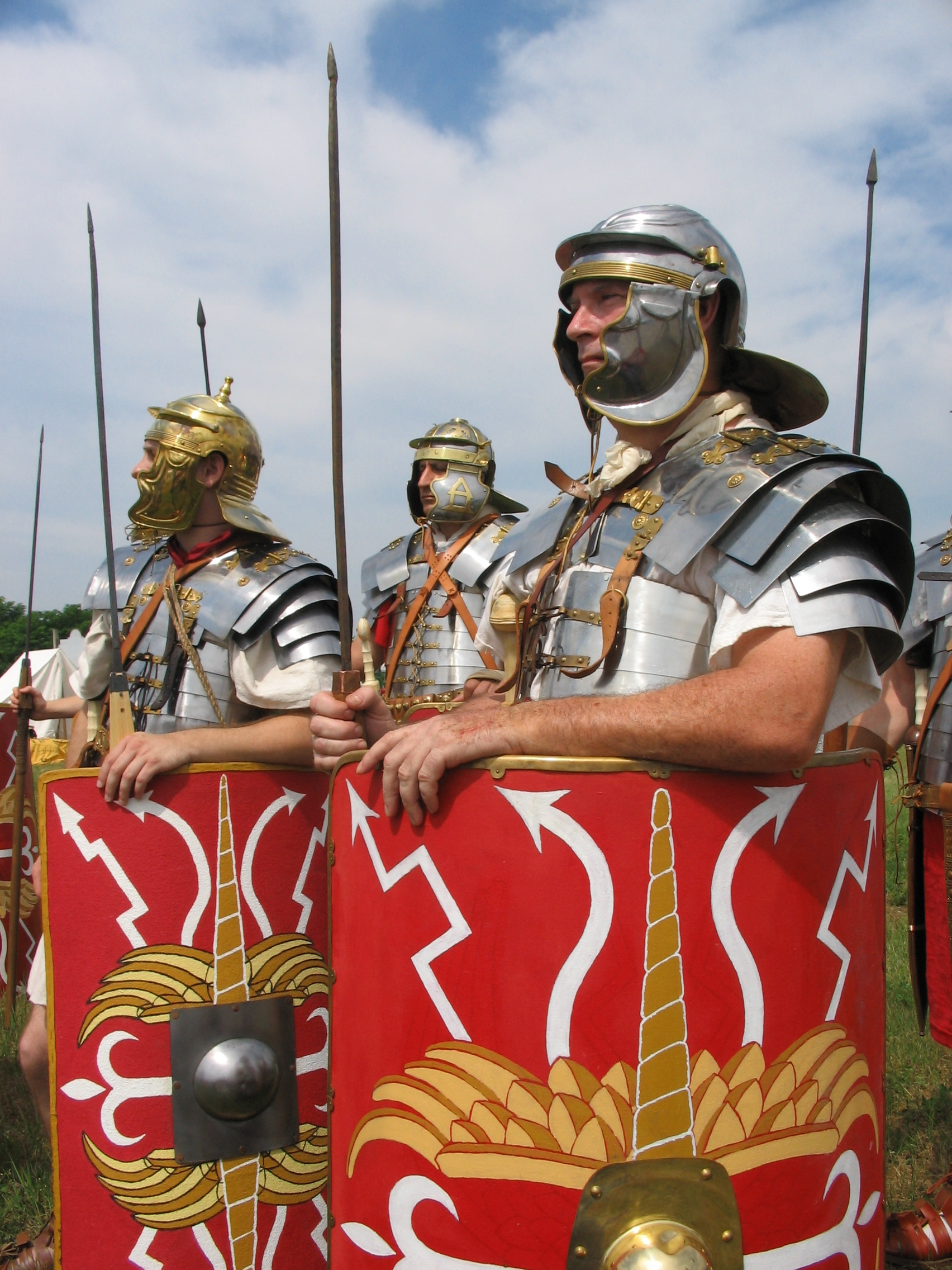
現代軍事重演活動中的罗马军团士兵

罗马军团士兵，是马略改革后，罗马军團中的一种职业士兵。只有45岁以下的罗马公民，才可以成为军团士兵。士兵加入军团后，一般服役二十五年，役期最后五年不需要服全役。退役後會獲得一塊土地或等值的金錢，並且往往會成為社會的重要一員。
士兵在进入敌方領土时，会穿着锁子甲、鳞甲或板甲，配备盾牌、标枪、短剑、匕首，头戴头盔，脚踏凉鞋，肩负背囊，带军粮、水袋、厨具、木刺、铲或篮。
士兵在平时会接受极其严格的训练。教官会不断地、无情地操练他们，训练他们作战，或者要求他们全负荷行军。罗马军团也十分重视纪律，违纪者，会受到百夫长严厉惩罚。不过，如果士兵在战场上表现突出，或者作出了楷模行为，就会获得荣誉、奖励，又或者得到升迁。

## 伸延閱讀
- Sumner, G. and Raffaele D'Amato. Arms and Armour of the Imperial Roman Soldier. Frontline Books, 2009.
- Watson, G.R. The Roman Soldier. Cornell University Press, 1993.
- Matyszak, Philip. Legionary: the Roman soldier's (unofficial) manual. Thames & Hudson, 2009.
- Cowan, Ross, and Angus McBride. Roman Legionary: 58 BC – AD 69. Osprey Publishing, 2003.

## 外部連結
- The Roman Recruit （页面存档备份，存于） looks at the life, duties and equipment of a Roman legionary (c. 200AD)